# 妖怪ブッサイくん
『吉本もののけバラエティー 妖怪ブッサイくん』（よしもともののけバラエティー ようかいブッサイくん）は、テレビ大阪他で放送されたコント番組でテレビ大阪では2002年10月9日から2003年3月26日まで毎週水曜24:04 -24:45に放送された。

## 出演者

### レギュラー
綾小路ブサイ
演 - 藤本敏史（FUJIWARA）
普段は丑三小学校に通う5年生として普通に生活している正義の妖怪。悪い妖怪をやっつける。
蟻男爵
演 - 原西孝幸（FUJIWARA）
悪魔妖怪。一般人をたぶらかし、悪い妖怪に変えて行く。
シゲオ
演 - 高橋茂雄（サバンナ）
丑三小学校の新聞係担当。スクープネタが見つかると、毎回大声で「スクープ!」と叫ぶ。
マチョ子
演 - 八木真澄（サバンナ）
ブッサイくんの姉。CHAGE and ASKAのファン。
ドラ九郎
演 - 間寛平
ブッサイくんの祖父。
さんぺー
演 - 三瓶
丑三小学校に通う普通の小学生。
はるかちゃん
演 - 西本はるか
丑三小学生に通う普通の小学生で、ブッサイくんの好きな相手。

### ゲスト妖怪（登場順）
- 中川家
- 坂田利夫
- $10
- 桂小枝
- リットン調査団
- 板尾創路（130R）
- バッファロー吾郎
- 島木譲二
- シャンプーハット
- 大木こだま
- 島田珠代
- 蔵野孝洋（130R）
- チュートリアル
- 高橋茂雄（サバンナ）

### その他
- すっちー（元ビッキーズ）
- 五十嵐サキ
- なかやまきんに君 - 一度台風で三瓶が来られなかった時に代わりに出演した。
- 笑い飯 - エキストラとして出演していた。
- ジャンクション
- 今別府直之
- ロザン
- キングコング
- ランディーズ
- たむらけんじ

## 番組使用曲
オープニングテーマ
妖怪ブッサイくんのテーマ（歌 - ブッサイくんシスターズ、作詞 - ブッサイくん、作曲 - 水野透、編曲 - あみ啓三）
エンディングテーマ
三瓶のエブリデイ（歌 - 三瓶、作詞 - 三瓶、作曲 - 泉川そら、編曲 - AKAKAGE）

## 備考
2016年11月30日放送の「フジモンが芸能界から干される前にやりたい10のこと」（AbemaTV）でレイザーラモンRGの強い要望で復活を臨んだが、資料が全くないため復活に至らなかった。

## 放送局・放送時間
- テレビ大阪
  - 毎週水曜 24:04 - 24:45
  - 深夜番組レーベル『スポパラ』枠水曜のテレビ大阪ローカル差し替え番組として放送。
- テレビ愛知
  - 毎週日曜 25:10 - 25:50
  - テレビ大阪での放送が終了した後に放送開始。
- ヨシモトファンダンゴTV
  - 2007年7月から放送開始。放送日時は不定。

| テレビ大阪 水曜24:04 - 24:45枠 | テレビ大阪 水曜24:04 - 24:45枠                      | テレビ大阪 水曜24:04 - 24:45枠                    |
| 前番組                         | 番組名                                              | 次番組                                            |
| ------------------------------ | --------------------------------------------------- | ------------------------------------------------- |
| debuya （火曜深夜枠へ移動）    | 妖怪ブッサイくん （『スポパラ』枠水曜差し替え番組） | タレコミ （ここからはテレビ東京との同時ネット枠） |